# Balthasar Köller
Balthasar Köller (auch: Balthaser Koller, Baltzer Koller, Balzer Kollen, Balthaser Käler, oder auch nur Käler)  (* um 1540; † 23. Mai 1602 in Seester), war Hauptmann, Verbitter und Klosterprobst zu Uetersen.

## Leben
Balthasar Köller stammte aus dem alten pommerischen Adelsgeschlecht Köller, das im 14. Jahrhundert ansehnlich begütert war und im Laufe der Zeit in Pommern viele Güter erwarb und im 16. Jahrhundert nach Holstein und Dänemark kam. 1552 wurde er als Hauptmann nach Uetersen versetzt und wurde am 10. September 1589 zum Propst des Klosters Uetersen gewählt. Der Pinneberger Drost und Amtmann Clamer Heine schrieb daraufhin am 18. September 1589 an Graf Adolf und brachte in diesem Brief sein Missfallen über die Wahl zum Klosterpropst vor: „… der Konvent hätte vor 8 Tagen einen Propst namens Balthasar Koller, einen Pommerschen Edelmann, anstatt des verstorbenen Propstes erwählt“. Am 29. November schrieb Graf Adolf aus Stadthagen zurück und bedauerte, dass die Konventualinnen nun „stets fremde zu ihren Pröpsten aufnehmen“, anstatt zu bedenken, dass das Kloster „in unserm Landt liegt und von unseren löblichen Vorältern fundiert“; auch bekämen die Jungfern doch „von uns Schutz und Schirm, Unterhalt, Holz und Nahrung“. Balthasar Köller verstarb am 23. Mai 1602 in Seester und wurde am 15. Juni 1602 in Uetersen beigesetzt. In einem alten Kirchenrechnungsbuch in Seester hieß es: „† 23.5.1602, begraben 15.6. 1602 in Uetersen…des Eeddelen Erbarn und Erenvullen Balzar Kälers probstes tho Utersen“. Das Amt als Propst führte er bis zu seinem Tod aus, sein Nachfolger wurde Alexander Sehestedt.